# Goldene Aktie
Goldene Aktien (englisch golden shares) sind auf dem Kapitalmarkt Aktien, die einem Aktionär Sonderrechte wie ein Mehrstimmrecht oder ein Vetorecht einräumen und die überproportional im Verhältnis zu seiner Kapitalbeteiligung ausfallen.

## Allgemeines
Im Gesellschaftsrecht gilt allgemein der Grundsatz der Proportionalität von Stimmrecht und Kapitalanteil („eine Aktie – eine Stimme“; englisch one share – one vote). Der Einfluss der Gesellschafter auf die Aktiengesellschaft soll sich nach der Größe ihrer Kapitalbeteiligung richten. Disproportionale Ausgestaltungen des Stimmrechts (Mehrfachstimmrecht, Höchststimmrecht, stimmrechtslose Aktien) sind gesetzlich die Ausnahme (Mehrstimmrecht: § 43 Abs. 3 GenG; Vorzugsaktie: § 139 Abs. 1 AktG) oder sogar unzulässig (Stammaktien: § 12 Abs. 2 AktG).
Die Sonderrechte aus goldenen Aktien werden häufig bei der Privatisierung von Staatsunternehmen dem Staat eingeräumt, um auf diese Weise den Staatseinfluss auch nach der Privatisierung zu gewährleisten, selbst wenn lediglich eine geringfügige oder gar keine staatliche Beteiligung vorhanden ist.

## Sonderrechte
Allgemein lassen sich drei Gruppen von Sonderrechten unterscheiden:
- Gesellschaftsanteile mit besonderen Privilegien wie Mehrstimmrechte oder Vetorechte,
- Entsenderechte für Organmitglieder, beispielsweise unabhängig von der Kapitalbeteiligung eine bestimmte Anzahl von Aufsichtsratsmitgliedern festzulegen;
- staatliche Genehmigungs- und Zustimmungsvorbehalte unabhängig vom Aktienbesitz.

In der Fachliteratur werden diese Sonderrechte vereinfacht als „goldene Aktien“ bezeichnet, auch wenn es sich nicht in allen Fällen um aktienrechtliche Sonderrechte handelt.
Hinzu kommt die Schaffung einer Vorrangstellung zu Gunsten einzelner Anteilseigner durch Stimmrechtsumgewichtungen (Höchst- und Mehrstimmrechte) – hier ist ebenfalls eine den Goldenen Aktien im weiteren Sinne vergleichbare Rechtswirkung möglich. Mehrfachstimmrechte und Höchststimmrechte sind wegen in ihrer rechtlichen Wirkung (einzelne Anteilseigner werden gegenüber der Mehrheit bevorzugt) zwar zu den goldenen Aktien im weiteren Sinne zu rechnen, die typischen Merkmale (Koppelung besonderer Rechte an einen einzigen Anteil) weisen sie jedoch nicht auf.
Wichtige Beispiele für „goldene“ Sonderbefugnisse sind Zustimmungs-, Widerspruchs- und Vetorechte bei unternehmerischen Grundsatzentscheidungen (insbesondere Satzungsänderungen), z. B. Umwandlung oder Sitzverlegung, sowie beim Eintritt neuer Aktionäre. Auch das Recht zur Ernennung von Organmitgliedern außerhalb des regulären Wahlverfahrens stellt ein „goldenes“ Sonderrecht dar.

## Europäisches Recht
Europäische Gesellschaft
Bei der Europäischen Gesellschaft (SE) sind Mehrstimmrechtsaktien zulässig, wenn die SE ihren Geschäftssitz in anderen EU-Mitgliedstaaten außerhalb Deutschlands hat. Dort sind sie teilweise weit verbreitet und tief in den gesellschaftsrechtlichen Strukturen verwurzelt, insbesondere in Skandinavien. In Schweden und Dänemark ist ein Verhältnis von 1:10, in Finnland sogar 1:20 statthaft. Für SE mit Geschäftssitz in Deutschland gilt das Verbot von Mehrstimmrechten aus § 12 Abs. 2 AktG.
Europäischer Gerichtshof
Der EuGH sieht in „goldenen Aktien“ in ständiger Rechtsprechung eine Verletzung der Kapitalverkehrsfreiheit nach Art. 63 ff. AEUV und Niederlassungsfreiheit nach Art. 49 AEUV. Nach Ansicht des Gerichtshofs beschränken die Sonderrechte jene Grundfreiheiten, da sie entweder den Erwerb von Anteilen von einer staatlichen Mitwirkung abhängig machen („direkte Erwerbsbeschränkung“) oder die Mitsprache im Unternehmen staatlichem Einfluss unterwerfen („indirekte Erwerbsbeschränkung“). In beiden Fällen kann nach Ansicht des EuGH der Anteilserwerb für Investoren in seiner Attraktivität sinken, was nach der Rechtsprechung des Gerichtshofs eine Beschränkungswirkung entfaltet (siehe Dassonville-Entscheidung). Der EuGH hält sie nur dann für zulässig, wenn die staatliche Einflussnahme auf gesetzlichen Rechtfertigungsgründen (Art. 65 AEUV) oder ungeschriebenen Gründen (Allgemeininteresse) liegt wie im Falle Spaniens. Legitime Ziele sind die Sicherstellung der Energieversorgung, Telekommunikationsversorgung im Krisenfall oder postalischer Universaldienst. Die Ausnahmen kommen insbesondere bei Energieversorgungs-, Telekommunikations-, Rüstungs- oder Infrastrukturunternehmen (z. B. Flughafenbetreibern) in Betracht. Auch hier ist jedoch das Verhältnismäßigkeitsprinzip zu wahren, d. h. die Sonderrechte dürfen nicht über das hinausgehen, was zur Erreichung des Ziels zwingend erforderlich ist. Auch auf eine transparente Ausgestaltung und effektiven Rechtsschutz ist zu achten. Die bisher ergangenen Urteile betrafen Frankreich, Portugal, Spanien, Großbritannien und Italien, die allesamt den obigen Erfordernissen nicht gerecht wurden. Mit dem damaligen EG-Vertrag vereinbar waren allein die Sonderrechte Belgiens bei Strom- und Gasversorgern.
Deutschland
Das VW-Gesetz beschränkte die Stimmrechte des Aktionärs gemäß § 2 Abs. 1 VW-Gesetz a. F. auf 20 % aller Aktien (Höchststimmrecht), auch wenn er mehr Anteile besitzt. Dadurch behielt Niedersachsen mit fast 20 % Beteiligung überproportionalen Einfluss. Dieses Höchststimmrecht verstieß nach Ansicht des EuGH gegen den freien Kapitalverkehr und wurde für nichtig erklärt.
Die in Deutschland gebräuchlichen Mehrfach- und Höchststimmrechte sind seit 1998 bei börsennotierten Unternehmen unzulässig. Prinzipiell gilt hier: „Eine Aktie, eine Stimme“. Die bekannteste Ausnahme regelt das VW-Gesetz vom Juli 1960. Hiernach kann kein Volkswagen-Aktionär mehr als 20 Prozent der Stimmrechte ausüben, auch wenn er mehr Anteile besitzt. Zusätzlich ist die Stimmrechtsvertretung in Hauptversammlungen beschränkt, und das Land Niedersachsen kann eine bestimmte Zahl von Aufsichtsräten außerhalb des regulären Wahlverfahrens ernennen. Das VW-Gesetz gibt damit dem Land als viertgrößtem Anteilseigner des Automobilkonzerns (11,8 %) weit überproportionalen Einfluss auf die Unternehmenspolitik. Der größte Einzelaktionär, die Porsche Automobil Holding SE (Zuffenhausen), hat in den letzten Jahren heftige Kritik an dieser staatlichen Vorrangstellung geübt.
Das Verfahren gegen die Bundesrepublik Deutschland wurde mit Urteil vom 23. Oktober 2007 abgeschlossen. Generalanwalt Dámaso Ruiz-Jarabo Colomer hatte dem EuGH bereits in seinen Schlussanträgen vom 13. Februar 2007 vorgeschlagen, das VW-Gesetz als Eingriff in die Freiheit des Kapitalverkehrs zu bewerten und die Bundesrepublik wegen dieser Vertragsverletzung zu verurteilen. Das Gericht folgte diesen Anträgen und gab der Klage der EU-Kommission – was die Verletzung des Art. 56 EG (Kapitalverkehrsfreiheit) betraf – statt. Eine Verletzung der Niederlassungsfreiheit (Art 49 AEUV, ex-Art. 43 EG) wurde hingegen nicht festgestellt.
Portugal
In Portugal gibt es noch zahlreiche „golden shares“-Regelungen. Doch auch hier ist ihr Status gefährdet. So entschied der EuGH im Juli 2010, dass goldene Aktien (konkret Vorzugsaktien; portugiesisch ações preferenciais) des Staates an der Altice Portugal eine Einflussnahme auf die Entscheidungen des Unternehmens darstellen, die andere Wirtschaftssubjekte aus anderen EU-Mitgliedstaaten von Direktinvestitionen abhalten kann und damit die Kapitalverkehrsfreiheit einschränkt.
Andere Staaten
Frankreich besitzt goldene Aktien des Energiekonzerns Électricité de France. In Schweden hält die von der Wallenberg-Familie kontrollierte Holding Investor AB diese speziellen Anteilsscheine unter anderem am Telekom-Ausrüster Ericsson. In den mittel- und osteuropäischen Beitrittsstaaten sind Goldene Aktien ebenfalls gebräuchlich, der Druck der Europäischen Union zeigt allerdings erste Wirkung: Im Jahr 2006 leitete die EU-Kommission ein Vertragsverletzungsverfahren gegen Ungarn ein, das sein innerstaatliches Recht daraufhin – mit einiger Verzögerung – zum 21. April 2007 geändert hat.
Im Hinblick auf die europäische Welle der Fusionen und Akquisitionen stießen in den vergangenen Jahren vor allem die Chefs europäischer Telekom-Unternehmen an Goldenen Aktien auf Widerstand. An ihnen scheiterte etwa im Mai 2000 die Fusion der niederländischen Telefongesellschaft KPN mit der spanischen Konkurrentin Telefónica. Madrid hatte seine Zustimmung davon abhängig gemacht, dass sich der niederländische Staat aus KPN – an der dieser ebenfalls eine Sonderaktie hielt – zurückzieht.
Auch Telekom-Chef Ron Sommer musste im Jahr 2003 immer wieder bei der italienischen Regierung für einen Einstieg bei Telecom Italia werben, der der Regierung in Rom wegen des hohen Bundesanteils an dem Bonner Konzern nicht geheuer war. Dass Sommers Projekt schließlich scheiterte, lag allerdings am Olivetti-Konzern, der im Übernahmekampf mit der Deutschen Telekom die besseren Karten hatte.

## Weitere Urteile des EuGH
Der EuGH stellte unter anderem mit Urteil vom 3. Dezember 2007 fest, dass das öffentlichen Einrichtungen vorbehaltene Recht, in einer AG eine gemessen an ihrer Beteiligung unverhältnismäßige Kontrolle auszuüben, gegen das Gemeinschaftsrecht verstoße.
Weitere einschlägige Entscheidungen des EuGH:
- EuGH, Urteil vom 04. Juni 2002 (Rs. C-367/98) – Goldene Aktien Portugal –, Slg. 2002, S. I-4731: EuZW 2002, 437
- EuGH, Urteil vom 04. Juni 2002 (Rs. C-483/99) – Goldene Aktien Frankreich –, Slg. 2002, S. I-4781: EuZW 2002, 433
- EuGH, Urteil vom 04. Juni 2002 (Rs. C-503/99) – Goldene Aktien Belgien –, Slg. 2002, S. I-4809: EuZW 2002, 429
- EuGH, Urteil vom 13. Mai 2003 (Rs. C-463/00) – Goldene Aktien Spanien –, Slg. 2003, S. I-4581: EuZW 2003, 529
- EuGH, Urteil vom 13. Mai 2003 (Rs. C-98/01) – Goldene Aktien Großbritannien –, Slg. 2003, S. I-4641: EuZW 2003, 529
- EuGH, Urteil vom 02. Juni 2005 (Rs. C-174/04) – Goldene Aktien Italien –, Slg. 2005, S. I-4933: EuZW 2005, 438
- EuGH, Urteil vom 28. September 2006 (Rs. C-282/04, C-283/04) – Goldene Aktien Niederlande –, Slg. 2006, S. I-9141: EuZW 2006, 722
- EuGH, Urteil vom 08. Juli 2010 (Rs. C-171/08) – Goldene Aktien Portugal II –, Slg. 2010, S. I-06817: EuZW 2010, 701
- EuGH, Urteil vom 11. November 2010 (Rs. C-543/08) – Goldene Aktien Portugal III –, Slg. 2010, S. I-11241: EuZW 2011, 17
- EuGH, Urteil vom 10. November 2011 (Rs. C-212/09) – Goldene Aktien Portugal IV: ZIP 2012, 221
- EuGH, Urteil vom 08. November 2012 (Rs. C-244/11) – Goldene Aktien Griechenland: EuZW 2013, 29
- EuGH, Urteil vom 22. Oktober 2013 (Rs. C-95/12) – Volkswagen-Gesetz II (Kommission/Deutschland): EuZW 2013, 946.

## Wirtschaftliche Aspekte
Disproportionale Stimmrechte gibt es in Deutschland nur durch die Vorzugsaktie und bei Genossenschaftsanteilen. International gehören auch die goldenen Aktien zu dieser Kategorie, bei der vom Proportionalitätsprinzip abgewichen wird. In der neueren Fachliteratur wird die Frage untersucht, welche Auswirkungen disproportional verteilte Stimmrechte bei einer so genannten Sperrminorität (englisch controlling–minority structure) haben können. Untersucht werden Konstellationen, bei denen Minderheitsaktionäre die Mehrheit der Stimmrechte halten, weil beispielsweise eine Aktiengesellschaft zwei Aktiengattungen mit unterschiedlich ausgestalteten Stimmrechten ausgegeben hat (englisch dual class stock). Es wird in diesem Zusammenhang darauf hingewiesen, dass der Verstoß gegen das Proportionalitätsprinzip zu einer Verzerrung der Anreizfunktion führe, weil die dadurch verursachten Agenturkosten in dem Maße zunähmen, in dem sich die wirtschaftliche Beteiligung der kontrollierenden Aktionäre verringere.